# Egense (Aalborg Kommune)
 For alternative betydninger, se Egense. (Se også artikler, som begynder med Egense)
Egense er en by med 209 indbyggere i byområdet (2019) beliggende i det nordøstlige Himmerland ved Limfjordens østlige udmunding, 25 kilometer øst for Aalborg og tre kilometer øst for nabobyen Mou. Byen ligger i Region Nordjylland og hører under Aalborg Kommune. Egense er beliggende i Mou Sogn.
Et par km nord for Egense by ligger et stort sommerhusområde og det er muligt at krydse Limfjorden med "Hals-Egense Færgefart".

## Historie
Egense landsby bestod i 1682 af 14 gårde og 11 huse med jord. Det samlede dyrkede areal udgjorde 167,8 tønder land skyldsat til 37,61 tønder hartkorn. Dyrkningsformen var alsædebrug.
I 1875 havde Egense kun en skole.
Omkring århundredeskiftet blev Egense beskrevet således: "Egense med Skole og Fattiggaard (opr. 1868, Plads for 30 Lemmer) samt paa Pynten mellem Kattegat og Limfjorden Egense Ledefyr (hvidt, fast Fyr, 60 F. o. Havet, Lysvidde omtr. 3 Mil, vises fra et Jærnstativ, med to mindre Fyr) og Færgested med Overfart til Hals".